# AP Radio
AP Radio ist der Hörfunkdienst der US-Nachrichtenagentur Associated Press (AP).
Wie das ebenfalls von AP betrieben APTN (Associated Press Television News) wird AP Radio über eigene (verschlüsselte) Satellitenkanäle an vornehmlich US-Radio-Stationen und andere Verwerter (Internet) verbreitet. Auf den Multimediaplattformen der Agentur werden die Audio-Inhalte ebenfalls angeboten. Konkurrenten auf dem Radio-Nachrichtenmarkt sind in den USA als kommerzielle Anbieter Fox News Radio, CBS News und ABC News Radio.  
AP Radio überträgt ein stündliches US News Bulletin, das die Agenturmeldungen von AP zur Grundlage hat.